# Maurice Bucquet
Pour les articles homonymes, voir Bucquet.
Maurice Bucquet (22 mars 1860 à Paris - 17 février 1921 à Paris) est un photographe et tireur sportif français. Il a participé à l'épreuve masculine de trap aux Jeux olympiques de 1900.

## Biographie
Maurice Bucquet est consul de la République de Saint-Marin à Paris. Il est un des membres fondateurs du Photo-club de Paris qu'il préside en 1891. Il est président également de l'association de tir « Le Fusil de chasse ». Il est membre de la Société française des amis des arts.
Il est domicilié au no 12 rue Paul-Baudry puis au no 17 rue Margueritte à Paris.
Il meurt subitement dans la rue Saint-Antoine. Ses obsèques sont célébrées dans l'église Saint-François-de-Sales de Paris et il est inhumé au cimetière du Père-Lachaise.

## Distinctions
- Chevalier de la Légion d'honneur (décret du 14 août 1900)[3].
- Officier de l'Instruction publique

## Palmarès
- Jeux olympiques d'été de 1900 à Paris (France) :